# Rodolfo di Ginevra
Rodolfo (anche in spagnolo, Rodolphe in francese, Hrodulf in tedesco e Rudolf in inglese; circa 1215 – 29 maggio 1265) fu conte di Ginevra dal 1252 sino alla sua morte.

## Origine
Secondo il documento n° XXXVIII delle Preuves delle Mémoires et documents publiés par la Société d'histoire et d'archeologie, Volume 4, Rodolfo era il figlio primogenito del Conte di Ginevra, Guglielmo II e della sua seconda moglie, Alice, come conferma anche Le Grand dictionnaire historique, Volume 5, che cita Alice come appartenente alla potente famiglia del Delfinato, de la Tour du Pin, forse figlia di Alberto II. Lo storico Matthieu De La Corbière ritiene tuttavia che Alice appartenesse alla famiglia dei signori di Faucigny. 

Sia secondo lo storico e Genealogista, Samuel Guichenon, nel suo Histoire généalogique de la royale maison de Savoie, che Le Grand dictionnaire historique, Volume 5, Guglielmo II di Ginevra era figlio del Conte di Ginevra, Guglielmo I e della sua seconda moglie, Beatrice di Faucigny, figlia del signore di Faucigny, come conferma anche la Chronica Albrici Monachi Trium Fontium, citando la figlia, Margherita (Margareta filia domni de Fusceneis de matre Guilelmi, filii Humberti comitis Gebenensis); si ritiene che Beatrice fosse la figlia del signore di Faucigny, Aimone I e di Clémence de Briançon.

## Biografia
Rodolfo viene citato per la prima volta nel documento n° XXXVI, datato 1228, delle Preuves delle Mémoires et documents publiés par la Société d'histoire et d'archeologie, Volume 4, in cui suo padre Guglielmo II (Willelmus comes Gebenn.) ottenne un prestito lasciando Rodolfo (Rodulfum filium meum), come garanzia.
Rodolfo, nel 1229, secondo il documento nº 643 delle Regeste genevois era presente al trattato di pace tra suo padre il conte Guglielmo II e Aimone signore di Faucigny.
Nel 1231, secondo il documento n° XXXVIII delle Preuves delle Mémoires et documents publiés par la Société d'histoire et d'archeologie, Volume 4, il padre Guglielmo II (Willelmo comiti Gebenn.) riconobbe di aver ricevuto un prestito, citando anche Rodolfo (Rodulfus filius comitis), e il documento fu controfirmato dalla madre, Alice (eiusdem uxor Alaysia comitissa).
Ancora, nel 1236, secondo il documento n° XLVII delle Preuves delle Mémoires et documents publiés par la Société d'histoire et d'archeologie, Volume 4, Rodolfo, assieme ai genitori, guglielmo e Alice (Vullielmus comes Gebenn., Ales uxor nostra et Rodulphus filius noster) riconobbero un torto fatto.
Nel 1237, secondo il documento nº 19 del Cartulaires de la chartreuse d'Oujon et de l'abbaye de Hautcrêt Rodolfo (Radulfi filii comitis Gebennensis) controfirmò una donazione al monastero di Oujon.

In quello stesso anno Rodolfo col fratello Enrico, ignorando una tregua avevano catturato ed imprigionato Pietro II di Savoia, a cui suo padre Guglielmo II dovette, in seguito, cedere il castello di Arlod e pagare 20 000 marchi d'argento, come da documenti degli Archives de l'Abbaye de Saint-Maurice n° REG 0/0/1/708 e nº 716.
Nel 1245, secondo il documento n° LVI delle Preuves delle Mémoires et documents publiés par la Société d'histoire et d'archeologie, Volume 4, assieme al padre, Guglielmo II,  (Vullielmi comitis et Rodulphi eius filii) diedero il benestare ad una compravendita.
Tra il 1249 e il 1250, la guerra tra suo padre, Guglielmo II e Pietro II di Savoia si concluse e venne stipulato un accordo tra i due signori, mediante l'arbitrato dell'arcivescovo di Lione, Filippo di Savoia, fratello minore di Pietro. Con tale atto, datato 10 giugno 1250, riportato nel documento n° XI delle Mémoires et documents publiés par la Société d'histoire et d'archeologie, Volume 7, Pietro di Savoia e il conte di Ginevra e i suoi figli Rodolfo ed Enrico si impegnavano a riconsegnare i castelli e i possedimenti che erano stati conquistati, completavano tale accordo anche i documenti n° XII, XIII e XIV delle Mémoires et documents publiés par la Société d'histoire et d'archeologie, Volume 7.
Il 6 novembre del 1252, suo padre, Guglielmo II inviò una lettera da Domène ad Aimone di Grandson, vescovo di Ginevra, contenente le sue disposizioni testamentarie, confermava Rodolfo quale erede, chiedendo al vescovo di accettarlo quale suo vassallo, nonché di fornirgli protezione e aiuto, come da documento n° XVIII delle Mémoires et documents publiés par la Société d'histoire et d'archeologie, Volume 7. Una seconda lettera di contenuto analogo venne inviata al conte di Savoia, Amedeo IV, come da documento n° XIX delle Mémoires et documents publiés par la Société d'histoire et d'archeologie, Volume 7. Tre giorni dopo Guglielmo redasse le sue ultime volontà, trasferendo al figlio Rodolfo il castello di Ginevra e le aree ad esso adiacenti, il feudo di Faucigny e e quello di Gex. Il testamento è riportato nel documento n° XV delle Preuves delle Mémoires et documents publiés par la Société d'histoire et d'archeologie, Volume 7.
Il conte Guglielmo morì il 25 novembre del 1252 a Domène, nel Delfinato. Nel testamento lasciava inoltre una somma alla cattedrale di San Pietro a Ginevra per la cura dell'anima, come da documento n° REG 0/0/1/849 degli Archives de l'Abbaye de Saint-Maurice.
Sebbene Rodolfo accedesse al titolo paterno il giorno stesso della morte paterna, fu solo nell'anno successivo che l'effettiva divisione delle proprietà venne attuata dall'esecutore testamentario, il figlio cadetto Amedeo vescovo di Die, datato 8 gennaio 1253 e con il successivo n° XVII, datato febbraio, in Rodolfo, Amedeo ed Enrico accettavano le volontà del padre.
Nel 1256, sua madre Alice gli cedette il castello di Cornillon ed il territorio circostante, nei pressi di Saint-Laurent (Alta Savoia), come conferma il documento n° REG 0/0/1/880 degli Archives de l'Abbaye de Saint-Maurice.
Nel 1257, Rodolfo mise fine a tutte le contestazioni col fratello Enrico, inerenti all'eredità, come conferma il documento n° REG 0/0/1/894 degli Archives de l'Abbaye de Saint-Maurice.
Con Pietro di Savoia, Rodolfo ebbe un contenzioso risolto con un arbitrato nel 1260, come da documento n° XXVIII delle Mémoires et documents publiés par la Société d'histoire et d'archeologie, Volume 7, datato 19 maggio, come conferma anche il documento n° REG 0/0/1/923 degli Archives de l'Abbaye de Saint-Maurice.
Nel 1262, Rodolfo rese omaggio al conte di Savoia, Bonifacio, come conferma anche il documento n° REG 0/0/1/940 degli Archives de l'Abbaye de Saint-Maurice.

Quando Pietro di Savoia, già conte di Richmond e di Romont, alla morte del nipote, Bonifacio, a seguito di un'assemblea familiare, nel 1263, riuscì a farsi riconoscere conte di Savoia, Rodolfo gli rese omaggio, come da documento n° XXIX delle Mémoires et documents publiés par la Société d'histoire et d'archeologie, Volume 7, datato 19 agosto, come conferma anche il documento n° REG 0/0/1/960 degli Archives de l'Abbaye de Saint-Maurice.
L'anno dopo, nel 1264, Beatrice di Savoia, contessa consorte di Provenza e di Forcalquier (Beatricis relictæ Raimundi Berengarii comitis Provinciæ) lo ricordò nel suo testamento col fratello Enrico (filiabus Rodolphi et Henrici de Gebennis), come da documento nº 636 del Peter der Zweite, Graf von Savoyen, Markgraf in Italien, datato 14 gennaio.
Rodolfo morì il 29 maggio 1265 e gli succedette il figlio primogenito, Aimone, come da documento n° REG 0/0/1/986 degli Archives de l'Abbaye de Saint-Maurice.

## Matrimonio e discendenza
Nel 1241 Rodolfo sposò Maria de la Tour du Pin ( † dopo il 1266), figlia di Alberto III de la Tour du Pin, appartenente alla potente famiglia del Delfinato; il contratto di matrimonio è riportato nel documento nº 141 del Peter der Zweite, Graf von Savoyen, Markgraf in Italien, Volume 4, come conferma anche il documento n° REG 0/0/1/737 degli Archives de l'Abbaye de Saint-Maurice.

Rodolfo da Maria ebbe cinque figli e una figlia: 
- Aimone, conte di Ginevra[32]
- Guido, che fu tesoriere della Collegiata di Saint-Frambourg a Senlis, come da documento n° REG 0/0/1/1214 degli Archives de l'Abbaye de Saint-Maurice[33]
- Enrico, vescovo di Valence e di Die, come conferma Un concile provincial au treizième siècle, Vienne 1289: Église locale et sociéte[34], poi vescovo di Bordeaux
- Amedeo, conte di Ginevra[35]
- Giovanni, vescovo di Valence e di Die, come conferma Un concile provincial au treizième siècle, Vienne 1289: Église locale et sociéte[34]
- Margherita, che sposò Aymar IV de Poitiers, conte di Valentinois, come da documento n° REG 0/0/1/1266 degli Archives de l'Abbaye de Saint-Maurice[36] .

## Ascendenza
|                              |   |                      | Genitori           |  |  | Nonni |  |  | Bisnonni            |  |  | Trisnonni           |  |
|                              |   |                      |                    |  |  |       |  |  | Amedeo I di Ginevra |  |  | Aimone I di Ginevra |  |
|                              |   |                      |                    |  |  |       |  |  | Amedeo I di Ginevra |  |  | Aimone I di Ginevra |  |
|                              |   | Ida di Faucigny      |                    |  |  |       |  |  | Amedeo I di Ginevra |  |  |                     |  |
| Guglielmo I di Ginevra       |   |                      |                    |  |  |       |  |  | Amedeo I di Ginevra |  |  |                     |  |
|                              |   | Matilde di Cuiseaux  | Ponzio di Cuiseaux |  |  |       |  |  |                     |  |  |                     |  |
|                              |   | Matilde di Cuiseaux  | Ponzio di Cuiseaux |  |  |       |  |  |                     |  |  |                     |  |
|                              |   | Matilde di Cuiseaux  | …                  |  |  |       |  |  |                     |  |  |                     |  |
| Guglielmo II di Ginevra      |   | Matilde di Cuiseaux  |                    |  |  |       |  |  |                     |  |  |                     |  |
|                              |   | Aimone I di Faucigny | …                  |  |  |       |  |  |                     |  |  |                     |  |
|                              |   | Aimone I di Faucigny | …                  |  |  |       |  |  |                     |  |  |                     |  |
|                              |   | Aimone I di Faucigny | …                  |  |  |       |  |  |                     |  |  |                     |  |
| Beatrice di Faucigny         |   | Aimone I di Faucigny |                    |  |  |       |  |  |                     |  |  |                     |  |
|                              |   | Clémence de Briançon | …                  |  |  |       |  |  |                     |  |  |                     |  |
|                              |   | Clémence de Briançon | …                  |  |  |       |  |  |                     |  |  |                     |  |
|                              |   | Clémence de Briançon | …                  |  |  |       |  |  |                     |  |  |                     |  |
| Rodolfo di Ginevra           |   | Clémence de Briançon |                    |  |  |       |  |  |                     |  |  |                     |  |
|                              | … | …                    |                    |  |  |       |  |  |                     |  |  |                     |  |
|                              | … | …                    |                    |  |  |       |  |  |                     |  |  |                     |  |
|                              | … | …                    |                    |  |  |       |  |  |                     |  |  |                     |  |
| Alberto II de la Tour du Pin | … |                      |                    |  |  |       |  |  |                     |  |  |                     |  |
|                              |   | …                    | …                  |  |  |       |  |  |                     |  |  |                     |  |
|                              |   | …                    | …                  |  |  |       |  |  |                     |  |  |                     |  |
|                              |   | …                    | …                  |  |  |       |  |  |                     |  |  |                     |  |
| Alice de la Tour du Pin      |   | …                    |                    |  |  |       |  |  |                     |  |  |                     |  |
|                              |   | …                    | …                  |  |  |       |  |  |                     |  |  |                     |  |
|                              |   | …                    | …                  |  |  |       |  |  |                     |  |  |                     |  |
|                              |   | …                    | …                  |  |  |       |  |  |                     |  |  |                     |  |
| …                            |   | …                    |                    |  |  |       |  |  |                     |  |  |                     |  |
|                              |   | …                    | …                  |  |  |       |  |  |                     |  |  |                     |  |
|                              |   | …                    | …                  |  |  |       |  |  |                     |  |  |                     |  |
|                              |   | …                    | …                  |  |  |       |  |  |                     |  |  |                     |  |
|                              |   | …                    |                    |  |  |       |  |  |                     |  |  |                     |  |

### Fonti primarie
- (LA)  Monumenta Germaniae Historica Scriptorum. Tomus XXIII.
- (LA)  Cartulaires de la chartreuse d'Oujon et de l'abbaye de Hautcrêt.
- (LA)  (FR)  Archives historiques de l'Abbaye de Saint-Maurice.
- (LA)  Peter der Zweite, Graf von Savoyen, Markgraf in Italien, Volume 4.
- (LA, FR)  #ES Mémoires et documents, Volume 4, Preuves.
- (LA, FR)  #ES Mémoires et documents, Volume 7, Preuves.

### Letteratura storiografica
- (FR)  Histoire généalogique de la royale maison de Savoie.
- (FR)  Histoire généalogique de la royale maison de Savoie, volume 3.
- (FR)  Le Grand dictionnaire historique, Volume 5.
- (FR)  Un concile provincial au treizième siècle, Vienne 1289: Église locale et sociéte.
- (FR)  Paul Lullin, Charles Le Fort, Régeste genevois: Répertoire chronologique et analytique des documents imprimés relatifs à l'histoire de la ville et du diocèse de Genève avant l'année 1312, Société d'histoire et d'archéologie de Genève, 1866.